# Tvångssparandet
Tvångssparandet, formellt kallat tillfälligt sparande, var ett obligatoriskt sparande som infördes i Sverige 1989.
Den 25 april 1989 föreslog den socialdemokratiske finansministern Kjell-Olof Feldt i regeringens kompletteringsproposition skattehöjningar: höjd moms med 2 procentenheter från 1 juli, höjd allmän löneavgift med 2 procentenheter från 1 september, extra höjd löneavgift i Stockholmsområdet med 3 procentenheter, höjda skatteutjämningsavgifter för vissa kommuner samt höjd alkohol- och tobaksskatt. Hela paketet skulle ge staten ökade inkomster med 20 miljarder.
Förslaget fick snabbt hård kritik. Den 26 april sade LO:s landssekretariat nej till åtstramning och underkände regeringens bedömning av det ekonomiska läget. LO:s ordförande Stig Malm var starkt kritisk och lovade den 27 april att förstamajdemonstrationerna skulle riktas mot regeringens politik.
Den 28 april samlades det socialdemokratiska verkställande utskottet och förklarade att man välkomnade en prövning av alternativ till momshöjningen. Därmed fick regeringen i praktiken dra tillbaka förslaget om höjd moms.
I början av maj skrev Centerpartiets partiledare Olof Johansson en debattartikel i Dagens Nyheter där han föreslog införandet av ett tillfälligt sparande av obligatorisk karaktär. Regeringen inledde förhandlingar med Centerpartiet och den 23 maj presenterades uppgörelsen: alla privatpersoner skulle tvingas spara ett belopp motsvarande 3 procent av slutskatten under 1989 och 1990. I uppgörelsen ingick även höjd skatt på el och olja, höjda arbetsgivaravgifter med 1,5 procent, en tioprocentig skatt på investeringar i affärs- och kontorshus samt höjda barnbidrag med 900 kronor per barn och år. Åtgärden döptes av motståndarna till "tvångssparandet" och omtalades så gott som enbart under detta namn i den politiska debatten.
Reformen började gälla den 1 september 1989 och upphörde 31 december 1990. I början fanns ingen lägsta gräns för när den skattskyldige skulle betala vilket innebar att även folkpensionärer och sommarjobbande ungdom fick spara belopp på bara några kronor. För inkomster erhållna efter den 1 januari 1990 gällde att det fanns ett golv så att sparbelopp på mindre än 1 000 kronor inte behövde erläggas. Sparbelopp från 1989 betalades tillbaka i maj 1991 medan sparbelopp från 1990 betalades tillbaka i februari 1992. Återbetalningen gjordes genom postanvisning.
Sparandet uppgick till 2,6 miljarder kronor för 1989 och 9 miljarder kronor för 1990.
I sin självbiografi Alla dessa dagar... kallar dåvarande finansminister Feldt tvångssparandet för "det dummaste jag gett mig in i".